# エーリンゲン
エーリンゲン (ドイツ語: Öhringen, ドイツ語発音: [ˈøːrɪŋən]、アレマン語: Ö(oe)ringe) は、ドイツ連邦共和国バーデン＝ヴュルテンベルク州北東部、ハイルブロンの東約25kmに位置する都市。ホーエンローエ郡最大の都市であり、周辺地域の中級中心都市である。
1994年7月1日、当時ホーエンローエ郡唯一の大規模郡都市となった。プフェーデルバッハおよびツヴァイフリンゲンとともに行政共同体を形成している。

## 地理
エーリンゲンは、シュヴァーベン＝フランケンの森の北、ホーエンローエ平野を流れる小川、オールン川が形成した渓谷に位置している。この小川は、オールンベルク区でコッハー川に注ぐ。

### 隣接する市町村
以下の市町村がエーリンゲンに隣接する。北から時計回りに、フォルヒテンベルク、ツヴァイフリンゲン、ノイエンシュタイン、ヴァルデンブルク、プフェーデルバッハ（以上、ホーエンローエ郡）、ランゲンブレタッハ、ハルトハウゼン・アム・コッハー（以上2つはハイルブロン郡）である。

### 市の構成
エーリンゲンの市域は、中核部とバウマーレンバッハ、ビュッテルブロン、カペル、エッカーツヴァイラー、ミヒェルバッハ・アム・ヴァルト、メクリンゲン、オールンベルク、シュヴェルブロン、フェアレンベルクの各市区から構成されている。これらの市区は、1970年代の合併までは独立した町村であった。
これらの市区は、バウエルバッハを除き、バーデン＝ヴュルテンベルク州の制度では、同時にそれぞれが自治区の役割を持っており、区議会を有し、区長がこれを統括する。区議会の議員は、各市区の選挙権を有する住民の選挙によって選出される。
名前を挙げた市区の他に、固有の名前を持つ小さな集落や居住区もあるが、それらの境界はしばしば明確ではなく、ごくわずかな人数が住んでいるものもある。

### 地域計画
エーリンゲンは、ハイルブロンを上級中心都市とするハイルブロン＝フランケン地域連合で中級中心都市の役割を担っている。エーリンゲンが管轄する市町村は、エーリンゲン近郊、いずれもホーエンローエ郡に属すブレッツフェルト、ノイエンシュタイン、プフェーデルバッハ、ヴァルデンブルク、ツヴァイフリンゲンである。

### 気候

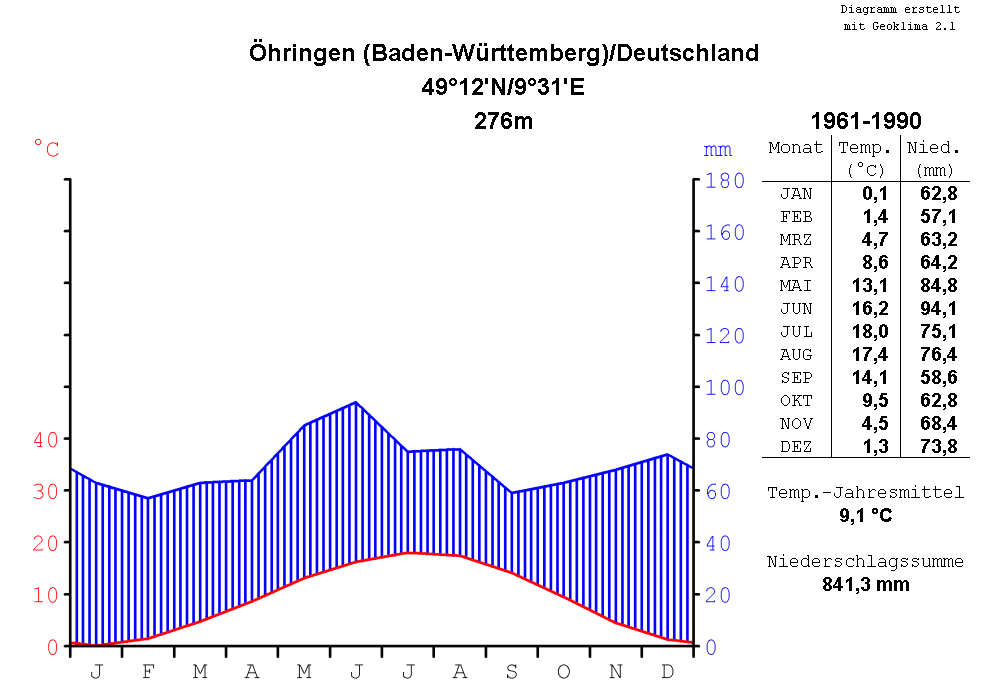
エーリンゲンの気候グラフ

## 歴史
エーリンゲンが、歴史上初めて重要な位置を占めたのは、ローマ時代、リーメスの2つの城砦が築かれた155年頃である。ここには、約1,000人の兵が配備されていた。軍事的にも経済的にも重要なこの村は、皇帝マルクス・アウレリウスの名にちなみ、"vicus aurelianus"と名付けられた。259年から260年のゲルマン人の攻撃は、リーメスを陥落させ、最終的に、『ローマのエーリンゲン』を没落させることとなった。
その800年後にエーリンゲンは、"Oringowe"として歴史に再び登場する。1037年のエーリンゲン寄進帳にその名が現れる。その後、この村は、Orngauと呼ばれ、1472年からÖ(h)ringenと記されるようになった。寄進帳は、"villa Oringowe"（オーリンゴーヴェ村）の教区教会にレーゲンスブルク司教ゲプハルトの聖堂参事会が創設されたことを記している。1240年頃、入植者地域が市に編入された。1253年の『エーリンガー決議』は市の所領関係の細目を記している。エーリンゲンの地所はレーゲンスブルク司教からホーエンローエ家へ移された。その後2世紀の間にホーエンローエ家は領主権を拡大していった（主に買い足しによる）。1253年から1806年までエーリンゲンはホーエンローエ家の支配下にあった。ホーエンローエ家が統治する17都市のうち、エーリンゲンは最大にして最重要な都市であった。ホーエンローエ家の他、ベルリヒンゲン家やゲムミンゲン家が小集落の土地や領主権をもっていた。さらに何人かの都市貴族も、この地域に影響力を持っていた。
1525年のドイツ農民戦争ではエーリンゲンも暴動に巻き込まれた。アウクスブルクの和議以後、領主達はその支配地域で教会の改革を命じた。エーリンゲンもその一つであった。1556年に宗教団体の改革が行われた。宗教本部の財産は教会または神学校で利用するものに制限された。その管理を領主が引き取ることは、事実上、聖堂参事会の消失を意味しているも同じであった。三十年戦争では、この町は何度も略奪され、占領された。
1677年のエーリンゲン宮殿を皮切りに建設工事が次々に行われた。1681年に牧師館が拡張、1683年に厩舎が建設された。1714年には城館内の改築が行われ、これと並行して1712年から1717年にフリードリヒスルーエ城の小動物園の建設も行われている。1743年には劇場建設も行われた。18世紀末にはルートヴィヒ・フリードリヒ・カール侯により『カールスヴフォアシュタット』と呼ばれる郊外都市も建設された。
1806年にエーリンゲンは、ヴュルテンベルク王国に編入された。最初は Kreissitzという扱いであったが、1809年にはオーバーアムトの所在地となった。1850年にシュヴェービッシュ・ハルへの道路が幹線道として整備され、1862年にはエーリンゲンに鉄道が開通した。
エーリンゲン郡は、オーバーアムト・エーリンゲンを起源として創設された。この郡は1973年に郡の再編が行われるまで存続し、この年にキュンツェルスアウ郡と合併してホーエンローエ郡を形成した。これによりエーリンゲンは、郡庁所在地としての機能を失ったが、新たな周辺地域を合併して、郡内最大の都市となった。
エーリンゲンの人口は、1993年に2万人を越えた。これを承けて市当局は大規模郡都市への昇格を申請した。バーデン＝ヴュルテンベルク州の自治省はこれを受理し、1994年7月1日に発効した。
1993年、エーリンゲンでバーデン＝ヴュルテンベルク州の郷土祭が開催された。2003年にエーリンゲンは、市の750年祭を祝った。2006年、エーリンゲン＝フリードリヒスルーエは、FIFAワールドカップ2006の公式宿泊地に指定され、オーストラリア代表チームがプレマッチ・キャンプを行った。

### 市区
以下に各市区の概要を列記する。人口は、2005年6月30日現在の数値である。
バウマーレンバッハ (Baumerlenbach)
バウマーレンバッハは、1972年12月31日にエーリンゲンに合併した。バウマーレンバッハの人口は407人、面積は622haである。
ビュッテルブロン (Büttelbronn)
ビュッテルブロンは、1973年12月31日にエーリンゲン合併した。ビュッテルブロンの人口は515人、面積は694haである。ビュッテルブロンにはオーバーマスホルダーバッハ、ウンターマスホルダーバッハの居住区が含まれる。
カペル (Cappel)
カペルは、1975年1月1日にエーリンゲンに合併した。カペルの人口は1,163人、面積は230haである
エッカーツヴァイラー (Eckartsweiler)
エッカーツヴァイラーは、1975年1月1日にエーリンゲンに合併した。エッカーツヴァイラーの人口は353人、面積は754ha。エッカーツヴァイラーには、エッカーツヴァイラー、プラッツホーフ、ウンターゼルバッハ、ヴァインスバッハの4つの居住区が属している。
ミヒェルバッハ・アム・ヴァルト (Michelbach am Wald)
ミヒェルバッハ・アム・ヴァルトは、1972年12月31日にエーリンゲンに合併した。ミヒェルバッハの人口は1,231人、面積は1,321haである。
メクリンゲン (Möglingen)
メクリンゲンは、1972年12月31日にエーリンゲンに合併した。この市区には1911年からウンテーレ・ネッカー鉄道（1993年に旅客運行を停止している）の駅があった。メクリンゲンの人口は272人、面積は356haである。
オールンベルク (Ohrnberg)
オールンベルクは、1972年12月31日にエーリンゲンに合併した。この市区には1911年からウンテーレ・ネッカー鉄道（1993年に旅客運行を停止している）の駅があった。オールンベルクの人口は624人、面積は785haである。オールンベルクには、ブーフホーフ、ホイホルツヘーフェ、ノイエンベルク、ルックハルツハウゼンの居住区が含まれる。
シュヴェルブロン (Schwöllbronn)
シュヴェルブロンは、1972年2月1日にエーリンゲンに合併した。鉄道の北3km、市の中心から5kmに位置し、人口は478人の小さな集落である。だが、この小さな集落は広大な耕作地の中にあり、市区全体の面積は681haである。シュヴェルブロンにはウンターオールン居住区が含まれる。
フェアレンベルク (Verrenberg)
フェアレンベルクは、1972年2月1日にエーリンゲンに合併した。人口は739人である。

### 人口推移
各時点での市域内の人口を示す。数値は、国勢調査または各時点における行政当局の統計担当部署の公式発表数値による。
| 年             | 人口（人） |
| -------------- | ---------- |
| 1798年         | 3,157      |
| 1810年         | 3,419      |
| 1823年         | 3,291      |
| 1843年         | 3,235      |
| 1861年         | 3,798      |
| 1871年12月1日  | 3,412      |
| 1880年12月1日¹ | 3,723      |
| 1890年12月1日¹ | 3,914      |
| 1900年12月1日¹ | 3,570      |
| 1910年12月1日¹ | 3,801      |
| 1925年6月16日¹ | 4,208      |
| 1933年6月16日¹ | 4,618      |
| 1939年5月17日¹ | 4,582      |

| 年             | 人口（人） |
| -------------- | ---------- |
| 1945年12月     | 5,858      |
| 1950年9月13日¹ | 7,475      |
| 1961年6月6日¹  | 10,050     |
| 1970年5月20日¹ | 11,367     |
| 1975年12月31日 | 16,011     |
| 1980年12月31日 | 16,211     |
| 1987年5月27日¹ | 16,942     |
| 1990年12月31日 | 18,535     |
| 1993年12月31日 | 20,623     |
| 1995年12月31日 | 21,433     |
| 2000年12月31日 | 22,208     |
| 2005年12月31日 | 22,706     |

¹ 国勢調査結果

## 行政

### 市長
元来、この市の筆頭者は、領主の指名する首長(Schultheiß)であった。14世紀に、Bürgermeisterという名称が使われるようになった。12名の判事がこれをサポートした。後には、代官の支配下にある12名の貨幣鋳造者がこれに加わった。これらにより、領主は市の運営に影響力を残していた。ヴュルテンベルクへの移管後は、Stadtschultheißという名称が用いられたが、これも後にBürgermeisterの名称に改められた。1994年7月1日にエーリンゲンは大規模郡都市となり、これに伴い市の代表者は上級市長(Oberbürgermeister)となった。上級市長は、8年ごとに選挙権を有する市民の選挙によって選出され、市議会の議長をも務める。
第二次世界大戦後の市長および上級市長を列記する。
- 1945年 - 1948年: ヴィルヘルム・レッシュ
- 1948年 - 1954年: フランツ・イレンベルガー
- 1954年 - 1967年: リヒャルト・ライディヒ
- 1967年 - 1987年: ウルリヒ・ファーレンブルフ
- 1987年 - 2009年: ヨーヒェン K. キュプラー
- 2009年 - :ティーロ・ミヒラー

### 市議会
エーリンゲンの市議会は36議席からなる。

### 紋章
エーリンゲン市の紋章は、斜めに赤地と銀地に二分割。それと交差するように斜めに鍵が置かれ、それぞれの地色と逆の色で塗られている。鍵の歯は、上部左（向かって右）に描かれている。市の旗は、赤と白である。
鍵は、エーリンゲン参事会教会の守護聖人である聖ペテロの持ち物である。14世紀の印章には、聖人の全身像が模られていた。16世紀になると新しい印章に鍵の図案が用いられるようになった。両図案は1954年まで並立してあった。この年から、鍵の図案のみを用いることが定められた。赤と白の色は、何世紀にもわたりこの都市に居城を構えたホーエンローエ家の色である。

### 友好都市
- グローセンハイン（ドイツ、ザクセン州）1993年
- トレフェン（オーストリア、ケルンテン州）1995年
  - 1985年にトレフェンとカペレ区の消防隊が友好関係を結んでいた。
- ローターハム市のヴィッカースレイ区（イングランド北部、サウスヨークシャー）1996年
  - 1981年からスポーツ友好都市となっていた。

## 経済と社会資本
ミヒェルバッハ・アム・ヴァルト区とフェアレンベルク区は、ヴュルテンベルク・ウンターラント地方リンデルベルク大地区に属する、ワイン町である。

### 交通

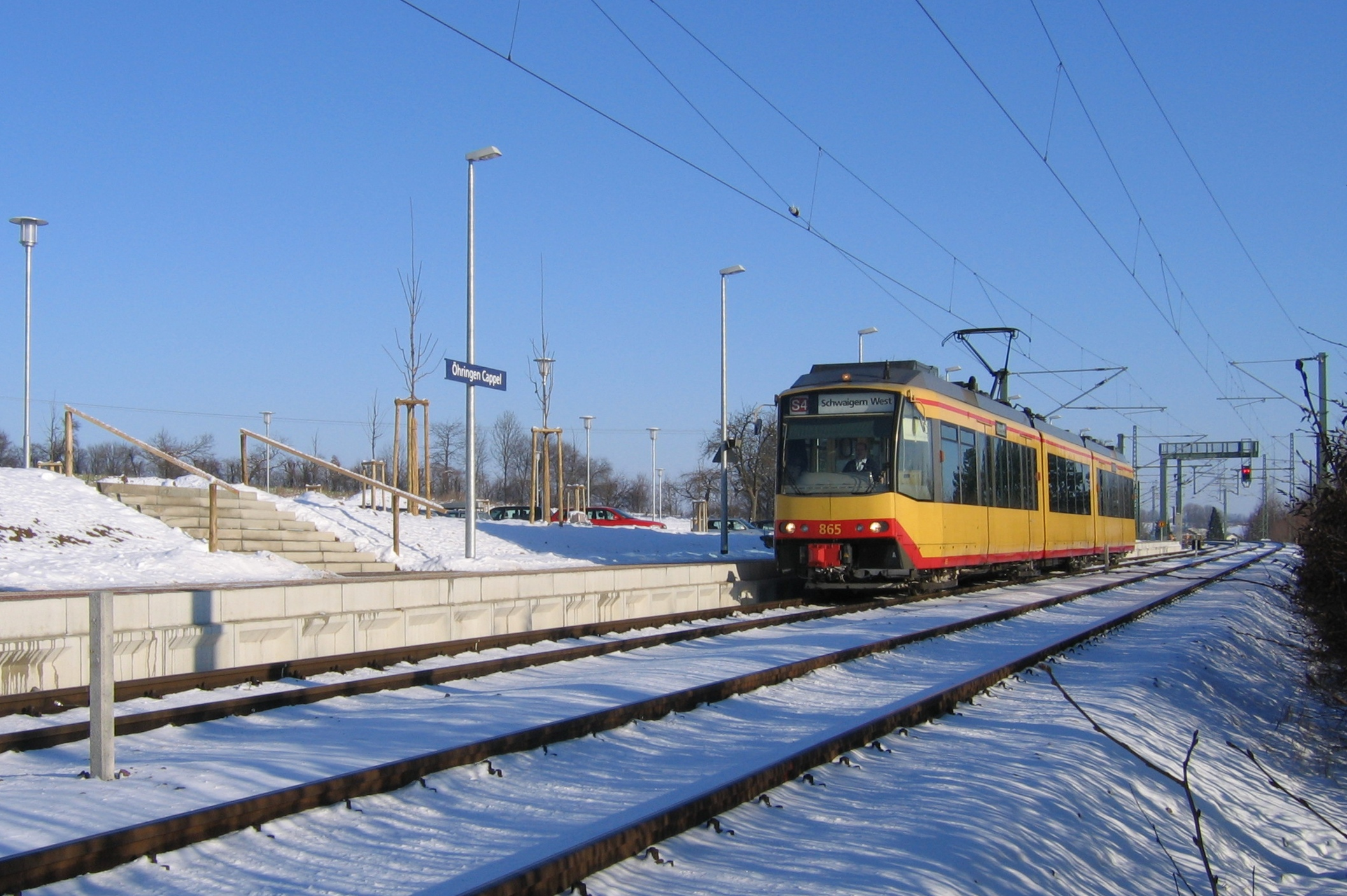
S4のエーリンゲン＝カペル駅と列車

エーリンゲンには連邦アウトバーンA6号ザールブリュッケン - ヴァイトハウス線のエーリンゲン・インターチェンジがあり、ドイツの遠距離道路網に直接アクセスできる。さらに多くの州道や郡道が市内を走っている。ホーエンローエ鉄道（ハイルブロン - クライルスハイム）にはエーリンゲン駅がある。2005年12月中旬からハイルブロンおよびカールスルーエ行きのトラムトレインS4が開通した。また、ハイルブロン＝ホーエンローエ＝ハル近郊交通の多くのバス路線が利用できる。

### メディア
ローカル新聞ハイルブロンナー・シュティンメ社の新聞"Hohenloher Zeitung Öhringen" (HO) がエーリンゲンで発行されている。

### 公共施設
エーリンゲンには、シュトゥットガルト上級地方裁判所ハイルブロン地方裁判所管区に属する区裁判所がある。また、市中心部近くに公証人役場や税務署がある。この他、ホーエンローエ郡の官庁がエーリンゲンに支局を置いている。

### 教育
エーリンゲンには、一般教養のギムナジウム（ホーエンローエ・ギムナジウム・エーリンゲン、HGÖ）、実業学校、養護学校をはじめ多くの学校がある。

## 文化と見所

### 博物館
- ヴェイガング博物館: 錫製品やファイアンス焼きのコレクション、ローマ時代の遺跡からの出土品を納めた郷土博物館。
- プラム栽培場博物館: 旧城館および旧研磨工場を利用した博物館。
- 海洋博物館: カペル区にある。世界中の海から集められた貝殻やカタツムリの博物館。
- 自動車とモーターの博物館: 1980年創立。1948年から1960年までのスポーツカーやツーリングカーの博物館。併設されているガラス博物館には、1950年から2000年のガラス芸術の傑作が集められている。
- 塔の博物館: 1991年にかつての市の見張り塔に創立された。塔の管理人の生活をわかりやすく展示している。

### 建築

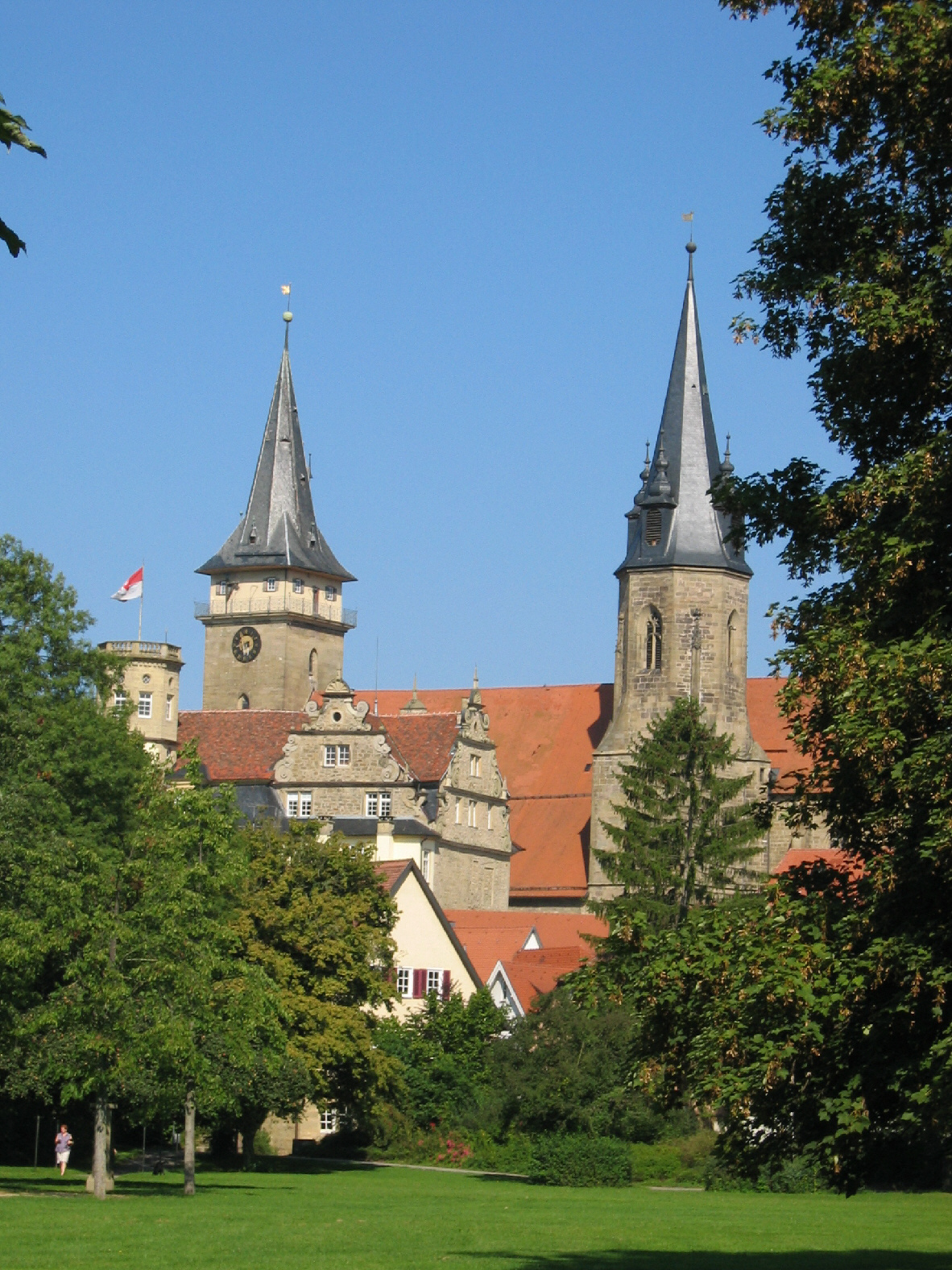
旧城館と参事会教会

中世風のマルクト広場は、この都市の中心である。その周辺には、この街を象徴する建造物である城館がある。現在はラートハウス（市庁舎）になっている。その近くには、1570年頃ヨハン・フォン・トラールバッハによって建造されたプロテスタントの参事会教会聖ペーター・聖パウル教会がある。この教会にはホーエンローエ＝ノイエンシュタイン伯ルートヴィヒ・カジミールの墓がある。参事会教会の地下聖堂には、1037年にエーリンゲンに聖堂参事会を創設したアーデルハイト・フォン・メッツ（皇帝コンラート2世の母親にあたる）の墓がある。この地下聖堂は、この他に、ホーエンローエ家の墓所にもなっている。この他のプロテスタント教会としては、聖アンナ・聖エリーザベト施療教会（1376年に献堂）、聖アンナ墓地教会（1520年に献堂）がある。カトリック教会では、1960年から61年に建造された聖ヨーゼフ教会がある。
市の中核部にあるこの他の見所は、1792年建造の「上の門」（オベーレ・トーア）、ハムバレの泉、旧教区監督の館、ローマ皇帝の旧ゲストハウス、黄色い小城、宮廷薬局とカールスフォアシュタット。宮廷庭園は市内の公園となっている。
各市区にも以下の教会がある。バウマーレンバッハ（プロテスタント教会。1737年建造）、ウンターゼルバッハ（ザルファトール礼拝堂。1711年から13年の建設されたゴシック様式の遺構をもつ）、ミヒェルバッハ・アム・ヴァルト（プロテスタント教会。1611年に建造され1752年および1785年に拡張された）、メクリンゲン（1759年に建造された長堂をもつ古い教会）、オーバーオールン（ロマネスクゴシック様式のプロテスタント教会、長堂は1601年から02年に建造された）。

## 人物

### 出身者
- ヨハン・アーフェナリウス2世（1579年 - 1631年）法律家
- ヨハン・ゲオルク・クナップ（1705年 - 1771年）神学者
- ヨハン・ルートヴィヒ・クリシュト（1739年 - 1813年）牧師、果樹栽培の指導者
- カール・ハインリヒ・フォン・ヴァイツゼッカー（1822年 - 1899年）テュービンゲン大学の神学教授、大学事務局長
- ユリウス・ヴァイツゼッカー（1828年 - 1889年）歴史家
- オットー・レーム（1876年 - 1939年）薬学者、ポリメチルメタクリレート（アクリル樹脂）の発明者
- アウグスト・レッシュ（1906年 - 1945年）経済学者、社会学者
- ラインホルト・ヴュルト（1935年 - ）企業家
- ヘルムート・ヴェーバー（1945年 - ）ドイツ連邦文書館総長
- ユルゲン・リューディガー・クレンツィーエン　"Loop Dundee"の名前で活動するマルチメディア芸術家